# Kazimierz Ostaszewski (major)
Kazimierz Ostaszewski (5 marca 1786 w Zabłudowie, zm. 7 listopada?/19 listopada 1855 w Moskwie) – major wojsk rosyjskich, właściciel posiadłości miejskiej w Moskwie z ogrodem, otwartym dla publiczności; filantrop i darczyńca.

## Życiorys
Urodził się jako syn Jana Ostaszewskiego i Elżbiety z Kozłowskich. Był Polakiem służącym w armii rosyjskiej.
Znany był głównie jako właściciel ogrodu w Moskwie otwartego dla publiczności, usytuowanego przy Bulwarze Twerskim. Park ten stał się literackim pierwowzorem posiadłości opisanej w powieści „Tysiąc dusz” Aleksieja Pisiemskiego.

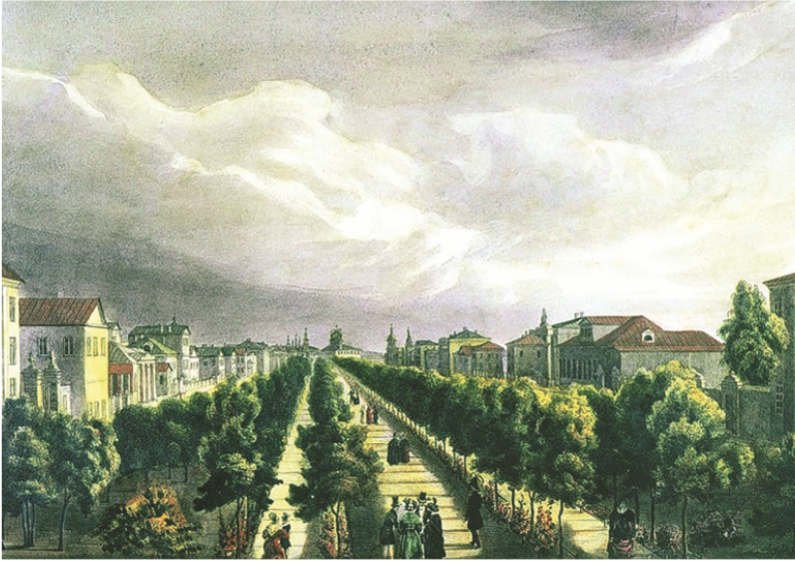
Bulwar Twerski w Moskwie w 1825 roku

Na Lwie Tołstoju, który widział ogród Kazimierza Ostaszewskiego w dzieciństwie, wywarł duże wrażenie. Autor biografii pisarza, Paweł Biriukow (1860-1931), kreśląc na podstawie wspomnień Tołstoja dzieciństwo pisarza, opisał przechadzkę młodego Lwa Nikołajewicza i jego braci po ogrodzie w następujący sposób:
„Brama [do ogrodu] nie była zamknięta. Weszli więc niepewnie, nie wiedząc co zobaczą.  Ich oczom ukazał się ogród nieopisanej wręcz piękności. Było tam jezioro z łódkami, flagami, kwiaty, mostki, ścieżki, pawilony itd. Chodzili po ogrodzie jak zaczarowani."
Ogród był inspiracją literacką dla pisarzy rosyjskich. Stał się pierwowzorem posiadłości opisanej w powieści Aleksieja Pisiemskiego (1821-1881) „Tysiąc dusz” (wydanie rosyjskie 1858, wydanie polskie 1953). Poświęcono mu opracowania popularno-naukowe, a zachowane opisy w literaturze pięknej, pamiętnikarstwie i przewodnikach po Moskwie są przedmiotem zainteresowania badaczy w Rosji.
Ostaszewski otrzymał tę posesję w pierwszej połowie XIX w. od dwu zapoznanych zamożnych sióstr i przekształcił w ogród z szeregiem osobliwości: rzeźbami greckimi, pawilonami chińskimi, skansenem, grotami i pustelniami. Wstęp był wolny.
Zapisał się także jako filantrop i darczyńca. Wspierał edukację. W 1839 przyczynił się do budowy szkoły przy parafii katolickiej apostołów Piotra i Pawła w Moskwie.
Przekazywał dary, w tym dla kościołów w rodzinnej Polsce. Kościołowi unickiemu w Hodyszewie, w powiecie tykocińskim, ofiarował brylantowy krzyż znacznej wartości.
Ufundował kaplicę w rodzinnym Zabłudowie i miejscowy "smętarz murem opasał", jak głosi inskrypcja na cmentarzu w tej miejscowości. Pisarz Ferdynand Antoni Ossendowski opisał tę nekropolę w następujący sposób: "Na nowym cmentarzu znajduje się kaplica św. Rocha; w jej jasnem, radosnem wnętrzu, w oknach gotyckich, poza obrazem artystycznej roboty, zwraca uwagę portret fundatora, a był nim mieszczanin zabłudowski, rotmistrz huzarów rosyjskich, Kazimierz Ostaszewski w r. 1850. Druga kapliczka św. Magdaleny stoi na starym zupełnie zarośniętym cmentarzu. Wzniósł ją również ten sam nabożny huzar."
Służył w pułku grenadierów, następnie w pułku huzarów. Portret przedstawia go w uniformie huzarskim. Na inskrypcjach widnieje jako "major od huzarów".
W Zabłudowie ufundował pomnik dla najstarszej w historii Polki, zmarłej w dniu 13 czerwca 1852 w wieku 113 lat. Jak głosi inskrypcja, wystawił monument „przez wzgląd na pobożną i przykładną 113-letnią na tém padole pielgrzymkę ś.p. panny Katarzyny Piotrowskiej”
Zmarł 19 listopada 1855 w Moskwie i został pochowany na Cmentarzu Wwiedieńskim w Moskwie.
Jedna z ulic Zabłudowa nosi imię Kazimierza Ostaszewskiego.